# قانون تجاري

القانون التجاري هو مجموعة من القواعد القانونية التي تحكم ممارسة الأعمال التجارية والتُجّار وتحدد النظام القانوني المطبق.

القانون التجاري هو مجموعة من القواعد القانونية التي تحكم ممارسة الأعمال التجارية والتُجّار وتحدد النظام القانوني المطبق. وهو يُعدّ أحد فروع القانون الخاص وتحديداً قانون الأعمال. يقوم مبدأ القانون التجاري بالأساس على تطويق أشكال التعامل سواء التاجر مع التاجر أو التاجر مع الغير وتقنينها بما يسمح للقانون من إستجلاء كل ما يعرقل حرية التجارة، كذلك يعتني القانون التجاري بترتيب النزاعات التجارية وحالات اللجوء للمحاكم وقد تختلف الهيئة القضائية التي تنظر في النزاع بإختلاف الدولة فيمكن أن توكل المهمة لمحكمة درجة أولى عامة أو أن توكل لهيئة مختصة مثل الدوائر التجارية كما هو الحال في تونس، ويهتم هذا القانون كذلك بوضع جزاء عقابي مقابل مخالفة القواعد القانونية المضبوطة من قبل المشرع.

## تاريخه ونشأته
ترجع أصول القواعد الخاصة بالقانون التجاري إلى أقدم العصور حيث بدأت بعض قواعده تستقر بالتدريج منذ مزوالة الأنسان التجارة كنشاط إقتصادي يلبي حاجة المجتمع وحاجاته المعيشية بدءًا بالمقايضة التي بدأت كصورة أولية لمظاهر التجارة وأسست فكر فلسفي إقتصادي لايمكن الاستغناء عنه في تطور النظام المجتمعي الإنساني . 
تعتبر التجارة من أقدم الأنشطة التي عرفتها المجتمعات القديمة، لتكون قوانين حمورابي عند البابليين منذ ألفي سنة قبل الميلاد من أولى القواعد التي أحكمت المعاملات التجارية. أسس الفينيقيين لاحقا الأعراف التجارية المتعلقة بالخسائر البحرية. أمّا عند الإغريق والرومان فإنّ وحدة القانون لم تسمح بظهور القانون التجاري كمفهوم مستقل عن القانون المدني، وعلى الأخص كون التجارة لا تعتبر من نشاطات النبلاء أو العامة وإنما كانت من نشاطات العبيد، توسع مفهوم القانون التجاري في العصور الوسطى بشكل كبير بسبب توسع حركة التجارة والمعاملات التجارية بين العامة.
أما في العصر الحديث فشهدت هذه الفترة اكتشاف طرق جديدة تمكن التجار من الإستعاضة عن طريق رأس الرجاء الصالح كما تم اكتشاف الذهب والفضة وجدت فكرة الودائع والاقتراض من البنوك وظهر تداول الأوراق المالية أدى هذا التسارع في تطور طرق التعامل التجاري وتعقيده إلى ظهور القانون التجاري الفرنسي سنة 1807.